# Brélès
Brélès är en kommun i departementet Finistère i regionen Bretagne i västra Frankrike. Kommunen ligger i kantonen Ploudalmézeau som tillhör arrondissementet Brest. År 2022 hade Brélès 867 invånare.

## Befolkningsutveckling
Antalet invånare i kommunen Brélès
Referens:INSEE